# Tanjung Rasa
Tanjung Rasa is een bestuurslaag in het regentschap Bogor van de provincie West-Java, Indonesië. Tanjung Rasa telt 5690 inwoners (volkstelling 2010).